# Wouter Claes
Wouter Claes (* 28. Oktober 1975) ist ein belgischer Badmintonspieler.

## Karriere
Wouter Claes gewann 1998 seinen ersten nationalen belgischen Titel, achtzehn weitere folgten bis 2008. 2003 siegte er beim Volant d’Or de Toulouse und den Giraldilla International. 2006 war er bei den Irish Open erfolgreich, 2007 bei den Finnish International und den Croatian International. 2010 holte er bei der Europameisterschaft überraschend Bronze im Mixed mit Nathalie Descamps.

## Sportliche Erfolge
| Saison    | Veranstaltung                          | Disziplin    | Platz | Name |
| --------- | -------------------------------------- | ------------ | ----- | --- |
| 1997/1998 | Belgien: Einzelmeisterschaften         | Mixed        | 1     | Wouter Claes / Manon Albinus |
| 2000/2001 | Belgien: Einzelmeisterschaften         | Herrendoppel | 1     | Wouter Claes / Frédéric Mawet |
| 2000/2001 | Belgien: Einzelmeisterschaften         | Mixed        | 1     | Wouter Claes / Manon Albinus |
| 2001/2002 | Belgien: Einzelmeisterschaften         | Herrendoppel | 1     | Wouter Claes / Frédéric Mawet |
| 2001/2002 | Belgien: Einzelmeisterschaften         | Mixed        | 1     | Wouter Claes / Manon Albinus |
| 2002/2003 | Deutsche Mannschaftsmeisterschaft      | Mannschaft   | 4     | FC Langenfeld (Björn Joppien, Przemysław Wacha, Mike Joppien, Wouter Claes, Andreas Wölk, Matthias Bilo, Johannes Bilo, Manuel Andratschke; Steffi Müller, Kathrin Piotrowski, Aileen Rößler, Isabelle Althof) |
| 2002/2003 | Belgien: Einzelmeisterschaften         | Herrendoppel | 1     | Wouter Claes / Frédéric Mawet |
| 2002/2003 | Deutsche Mannschaftsmeisterschaft      | Mannschaft   | 3     | FC Langenfeld (Björn Joppien, Przemysław Wacha, Mike Joppien, Wouter Claes, Andreas Wölk, Matthias Bilo, Johannes Bilo, Manuel Andratschke, Steffi Müller, Kathrin Piotrowski, Aileen Rößler, Isabelle Althof) |
| 2003      | Volant d’Or de Toulouse                | Herrendoppel | 1     | Frédéric Mawet / Wouter Claes |
| 2003      | Giraldilla International               | Herrendoppel | 1     | Wouter Claes / Frédéric Mawet |
| 2003/2004 | Belgien: Einzelmeisterschaften         | Herrendoppel | 1     | Wouter Claes / Ruud Kuijten |
| 2003/2004 | Belgien: Einzelmeisterschaften         | Mixed        | 1     | Wouter Claes / Corina Herrle |
| 2004/2005 | Belgien: Einzelmeisterschaften         | Herrendoppel | 1     | Wouter Claes / Ruud Kuijten |
| 2004/2005 | Belgien: Einzelmeisterschaften         | Mixed        | 1     | Wouter Claes / Nathalie Descamps |
| 2005/2006 | Belgien: Einzelmeisterschaften         | Mixed        | 1     | Wouter Claes / Nathalie Descamps |
| 2005/2006 | Belgien: Einzelmeisterschaften         | Herrendoppel | 1     | Wouter Claes / Frédéric Mawet |
| 2006      | Irish Open                             | Mixed        | 1     | Wouter Claes / Nathalie Descamps |
| 2006      | Dutch International                    | Mixed        | 2     | Wouter Claes / Paulien van Dooremalen |
| 2006/2007 | Belgien: Einzelmeisterschaften         | Mixed        | 1     | Wouter Claes / Nathalie Descamps |
| 2006/2007 | Belgien: Einzelmeisterschaften         | Herrendoppel | 1     | Wouter Claes / Frédéric Mawet |
| 2007      | Croatian International                 | Herrendoppel | 1     | Wouter Claes / Frédéric Mawet |
| 2007      | Croatian International                 | Mixed        | 1     | Wouter Claes / Nathalie Descamps |
| 2007      | Finnish International                  | Herrendoppel | 1     | Wouter Claes / Frédéric Mawet |
| 2007      | Türkei: Internationale Meisterschaften | Herrendoppel | 3     | Wouter Claes / Frédéric Mawet |
| 2007/2008 | Belgien: Einzelmeisterschaften         | Herrendoppel | 1     | Wouter Claes / Frédéric Mawet |
| 2007/2008 | Belgien: Einzelmeisterschaften         | Mixed        | 1     | Wouter Claes / Nathalie Descamps |
| 2008/2009 | Belgien: Einzelmeisterschaften         | Herrendoppel | 1     | Wouter Claes / Frédéric Mawet |
| 2008/2009 | Belgien: Einzelmeisterschaften         | Mixed        | 1     | Wouter Claes / Nathalie Descamps |
| 2010      | Belgien: Einzelmeisterschaften         | Herrendoppel | 1     | Wouter Claes / Frédéric Mawet |
| 2010      | Belgien: Einzelmeisterschaften         | Mixed        | 1     | Wouter Claes / Nathalie Descamps |
| 2010      | Europameisterschaft                    | Mixed        | 3     | Wouter Claes / Nathalie Descamps |